# Plocaederus mirim
Plocaederus mirim là một loài bọ cánh cứng trong họ Cerambycidae.